# José Lind
José Lind (Toa Baja, Puerto Rico, 1 de mayo de 1964) es un exjugador profesional puertorriqueño de béisbol que se desempeñó en la posición de segunda base en las Grandes Ligas de Béisbol (MLB). Logró obtener un Guante de Oro.

## Carrera
Lind jugó como profesional seis temporadas en Pittsburgh Pirates (1987-1992), después pasó a Kansas City Royals (1993-1995), luego a California Angels, donde jugó una temporada (1995), y fue el equipo en el que se retiró.

## Premios
Fue galardonado con el Guante de Oro en una oportunidad (1992).